# Ville de développement

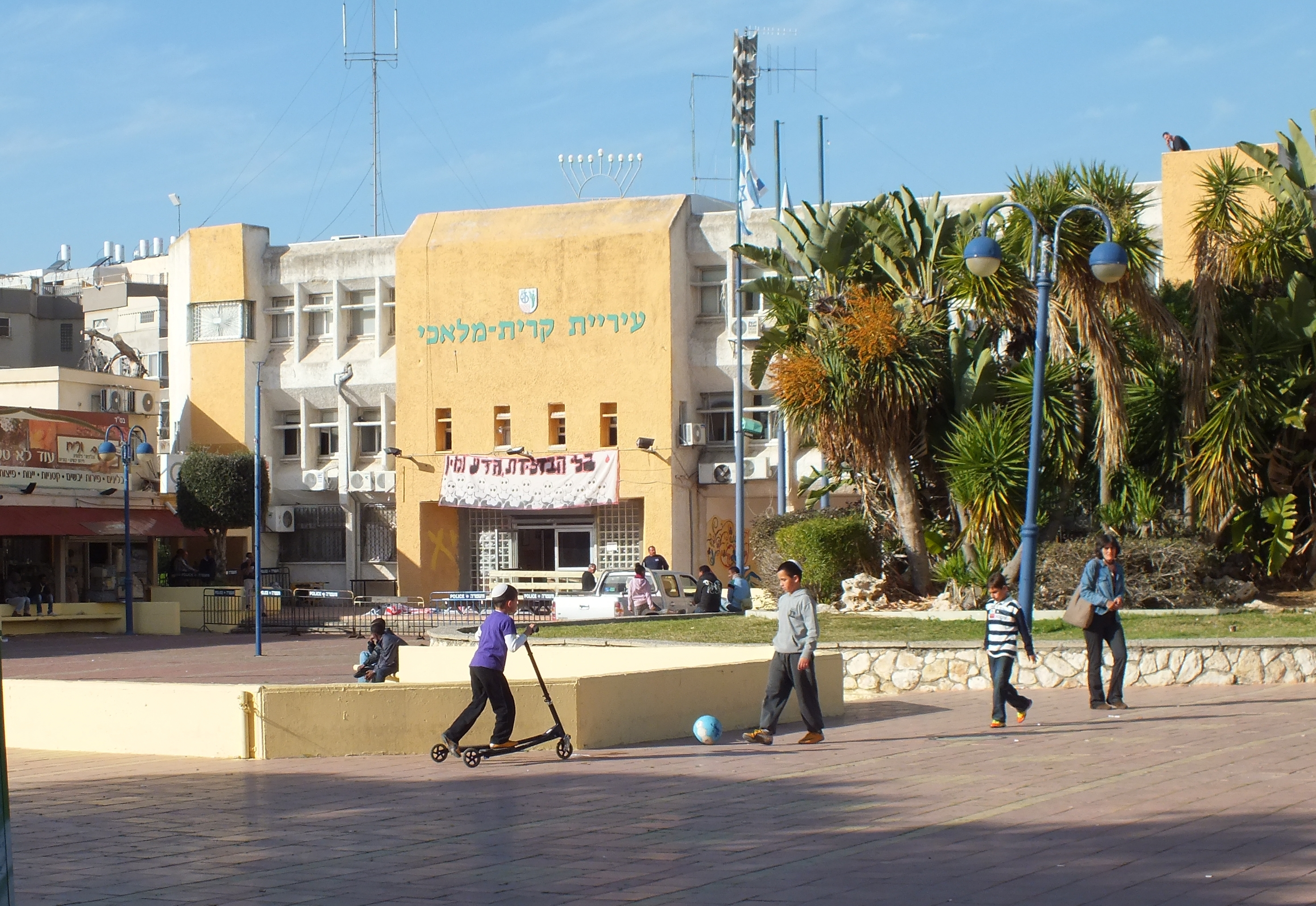
Place centrale de Kiryat-Malakhi

Une ville de développement (en hébreu : עיירת פיתוח, ayarat pituah) est une des nombreuses localités créées en Israël dans les années 1950 et au début des années 1960, dans le cadre d’une politique d’aménagement du territoire visant à favoriser l'intégration de centaines de milliers de nouveaux immigrants. Ces villes sont cependant réputées, dès l'origine, pour avoir été des lieux de marginalisation sociale, notamment pour les juifs orientaux et séfarades, qui y ont été majoritairement dirigés.
Bien que la plupart soient situées à l'intérieur des frontières internationalement reconnues d’Israël, certaines localités qualifiées de villes de développement ont également été établies dans des territoires occupés à partir de 1967, notamment en Cisjordanie ou sur le plateau du Golan. Dans ces cas, leur statut fait l’objet de controverses au regard du droit international, et elles sont parfois considérées par certains observateurs et organisations internationales comme des colonies.
Les villes de développement comptaient en 1972 20,3 % de la population israélienne (545 700 habitants, sur 2 686 700), et en 1987, 21 % de la population totale (756 720 habitants sur 3 612 900). En 1995, ces villes comptent 1 039 800 habitants sur 5 545 000 Israéliens, soit 19 % de la population totale.

## Objectifs officiels du gouvernement

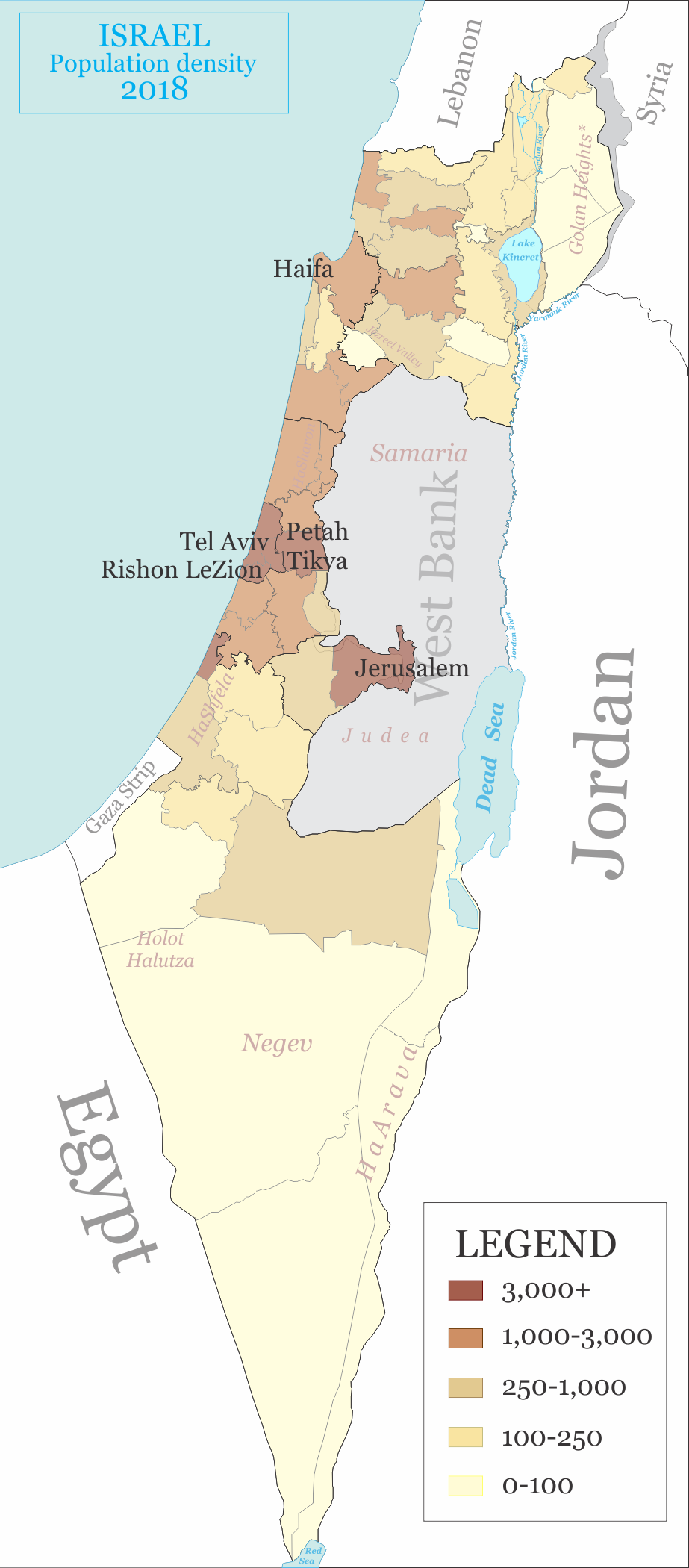
Densité de la population en Israël : la plupart des villes de développement se situent au sud et au nord, dans des régions de très faible densité.

La création des villes de développement, dans le cadre du Plan Arieh Sharon (du nom de l'architecte qui l'a élaboré) est censée réaliser :
- Un objectif socio-économique : ces villes doivent donner des logements et des emplois aux centaines de milliers de nouveaux immigrants ;
- Un objectif stratégique : souvent situées dans des secteurs périphériques exposés aux risques d'attaques armées, ces villes doivent renforcer les frontières. Dans cette perspective les zones frontalières à faible densité de population sont privilégiées conformément à la doctrine énoncée par le Premier Ministre de l'époque, David Ben Gourion qui déclara en 1949 : « nous avons conquis des territoires, mais que ce soit dans le Néguev ou en Galilée (région), leur importance reste mineure, tant qu'ils n'ont pas été peuplés de colonies. La colonisation, voilà la véritable conquête [...] L'avenir de l'État dépend de l'immigration »[3].
- Un objectif urbanistique : ces villes permettent de diminuer la pression démographique qui pèse sur les grandes villes du centre (Jérusalem, Tel Aviv et Haïfa, où étaient concentrés les deux tiers de la population juive en Palestine mandataire).

La politique du gouvernement pour amener des milliers d'immigrants dans ces villes nouvelles excentrées est dans une large mesure coercitive. Baptisée « du bateau à la ville de développement », elle a consisté bien souvent à acheminer les réfugiés juifs du port où ils arrivaient vers un lieu inconnu, qu'ils n'avaient pas choisi, et qui, situé parfois dans des lieux désertiques, leur a paru indésirable et effrayant. Pour les immigrants déjà installés, dès 1948-49, dans les camps de transit (en hébreu ma'abarot), ils furent souvent conduits selon la même méthode « de la ma'abara à la ville de développement ».

## Description des villes
Le nombre le plus souvent retenu par les spécialistes est celui de 27 villes de développement, mais il peut varier en fonction des critères de définition. Certaines études parlent de 34 villes.
Arieh Sharon, qui dirigea le Plan d'Aménagement du Territoire dans le premier gouvernement d'Israël, les a conçues comme des villes de taille moyenne, de 6 000 à 60 000 habitants.
Sur 27 villes, 22 sont situées dans les zones les moins peuplées d'Israël, loin du centre et des régions côtières les plus convoitées du pays : 11 se trouvent dans le District Sud (dans le désert du Négev), 11 autres dans le District Nord (en Galilée).
Les premières villes de développement ont été édifiées sur des territoires déjà peuplés. Quelques-unes ont été fondées de toutes pièces, sur les lieux d'un camp de transit, les constructions en dur remplaçant les  baraques de tôle ; il en est allé ainsi pour Bet Shemesh, Hatzor-Haglilit, Or Aqiva, Kiryat-Malakhi et Kiryat Shmona.
L'économie de ces villes était fondée sur des industries variées, conformément à l'objectif d'industrialiser l'État d'Israël : usines textiles, raffinage de sucre, agro-alimentaire, manufacture. Dans le Sud ont été développés l'exploitation minière et le traitement des minéraux. Les taxes sur les profits étaient inférieures pour attirer les investisseurs dans ces villes. Les aides gouvernementales aux entreprises devaient pallier les inconvénients que supposent l'éloignement du centre et les risques sécuritaires dans des zones frontalières.

## L'échec économique et ses causes

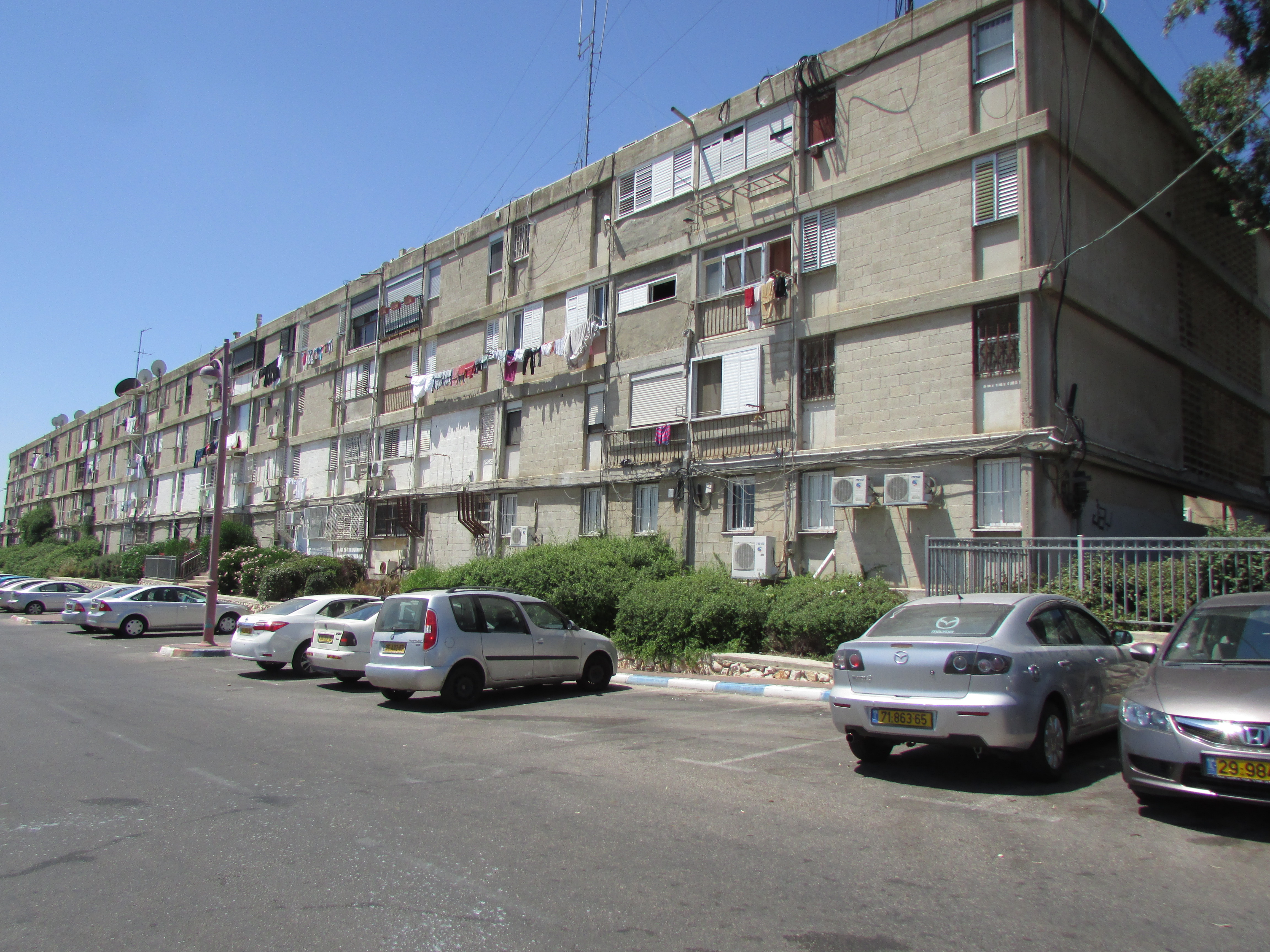
Nazereth Illit

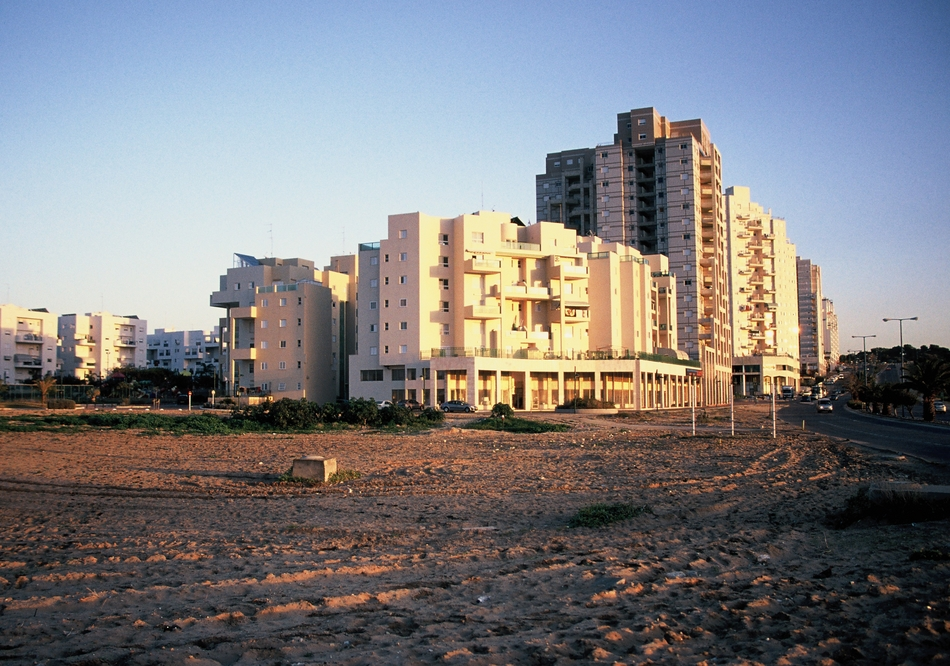
Ashkelon, 2007

Si l'objectif national de sécurisation des frontières assigné aux villes de développement a bien été rempli, en revanche, l'intégration sociale a échoué. Les chiffres montrent que l'écart économique entre les nouveaux immigrants orientaux et les « vétérans» ashkénazes s'est aggravé, en dépit des déclarations officielles concernant la réduction des inégalités.
« Les villes de développement sont dès leur origine des espaces de relégation et de marginalisation subies. »
En 1995, le taux de chômage dans les villes de développement est de 11,2 %, contre 6,9 % pour la moyenne israélienne. En 1998, les personnes travaillant dans l'industrie forment 30,1 % de la population des villes de développement, contre 19,5 % pour la moyenne israélienne.
L'économie des villes de développement repose sur l'industrie, les salaires bas et le travail précaire
La croissance démographique faible indique le caractère peu attractif de ces villes. En 1961 aucune des villes de développement n'avait atteint de niveau de peuplement prévu dans le plan de 1957. Ainsi par exemple Ashkelon a reçu, entre 1956 et 1961, 5085 nouveaux arrivants, mais elle a perdu 5520 habitants pendant la même période. Le plus souvent, les villes de développement sont considérées par leurs habitants comme des lieux de transit, en attendant de trouver une solution plus satisfaisante. Il a fallu de nouvelles vagues migratoires (celle des Russes, voir ci-dessous) et une politique du logement fortement incitative pour que certaines de ces villes se développent.
Parmi les explications de ces piètres résultats, il y a le fait que « beaucoup d'immigrants n'ont pas accepté la politique dite du bateau à la ville de développement » (selon W. Berthomière), et sont partis le plus tôt possible, quitte à se retrouver dans des quartiers miséreux de Haïfa. De même, Y. Achouche et Y. Morvan estiment que « la politique populationnelle de ces villes qui a été, dans une large mesure, coercitive, est responsable de leur échec ».
De plus, le plan d'aménagement était à certains égards mal conçu. Le projet de mettre en place des « villes de service » ne tenait pas compte du fait que les villages du milieu agricole environnant (les kibboutzim et les moshavim) n'étaient pas suffisamment peuplés pour soutenir l'activité économique des villes de développement, et les habitants des villages ont souvent préféré se procurer des services dans les grandes villes plutôt que dans la ville nouvelle plus proche mais moins attractive.

## Discriminations ethniques à l'encontre des juifs orientaux

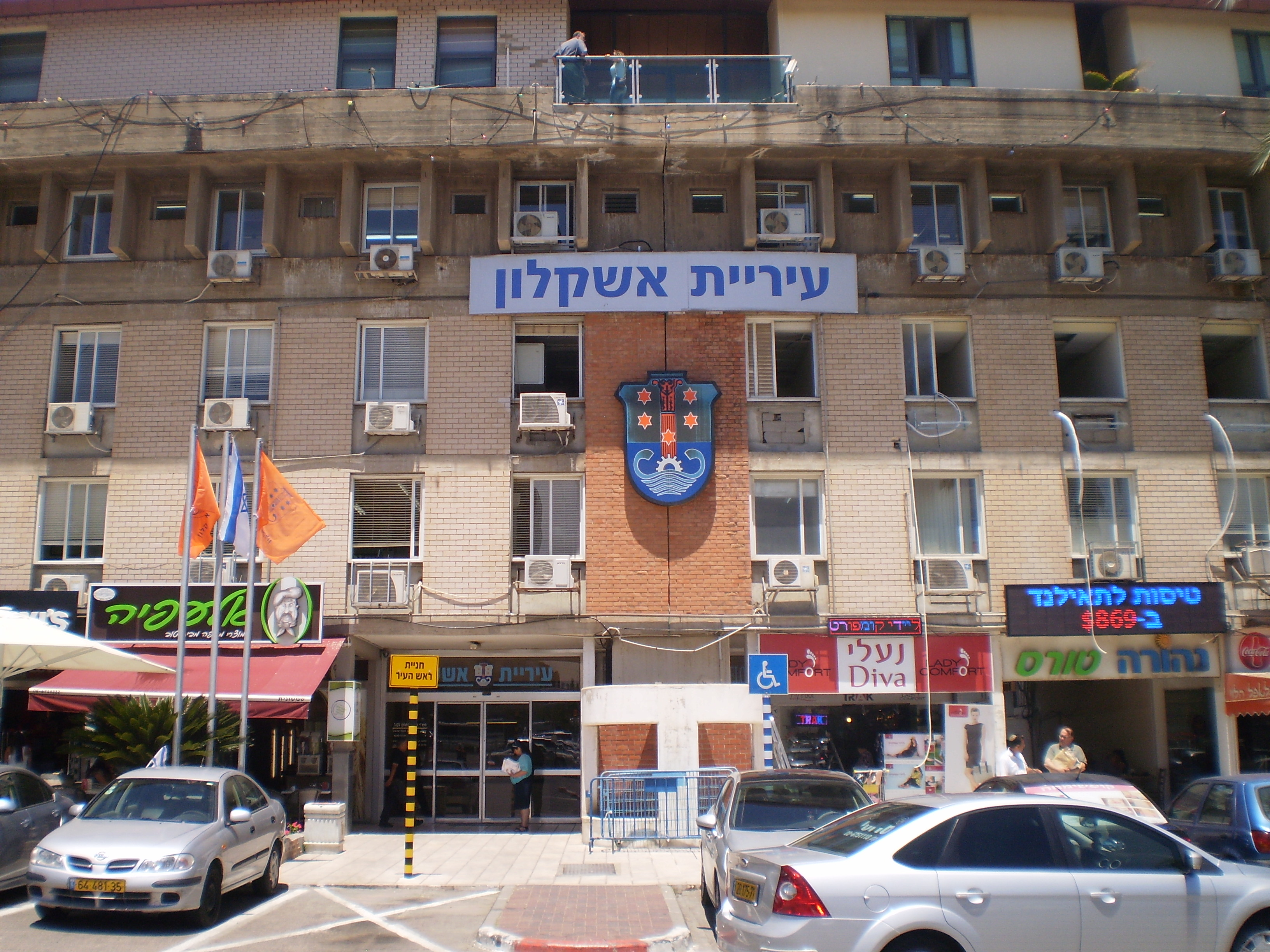
Mairie d'Ashkelon

Quelques données démographiques permettent de prendre la mesure des effets de la ségrégation en Israël.
En 1983, les juifs originaires d'Afrique et d'Asie forment 44 % de la population totale, mais ils sont 81 % des habitants des villes de développement.
Il y a eu d'après les spécialistes « un (dé)placement massif des Orientaux dans les zones de développement, surtout en comparaison des autres origines migratoires »Le fait d'être un Oriental augmentait dans les années 1950 la probabilité d'être envoyé dans une ville de développement. Les ashkénazes envoyés dans ces villes ont réussi à rejoindre le centre du pays bien plus rapidement, laissant derrière eux les juifs orientaux
La ségrégation géographique sur une base ethnique a entraîné des discriminations notamment dans le domaine scolaire, séparant, hors des grandes villes, les élèves orientaux des villes de développement, et les élèves ashkénazes des kibboutz, qui ne se rencontrent jamais. L'enseignement dans les villes de développement est de qualité inférieure. La proportion d'étudiants des universités issus des villes de développement révèle la mauvaise qualité de la formation reçue : en 1970, seuls 8 % des étudiants viennent des villes de développement, alors qu'à cette date, les habitants de ces villes forment 18 % de la population israélienne, écrit Avraham Shama.

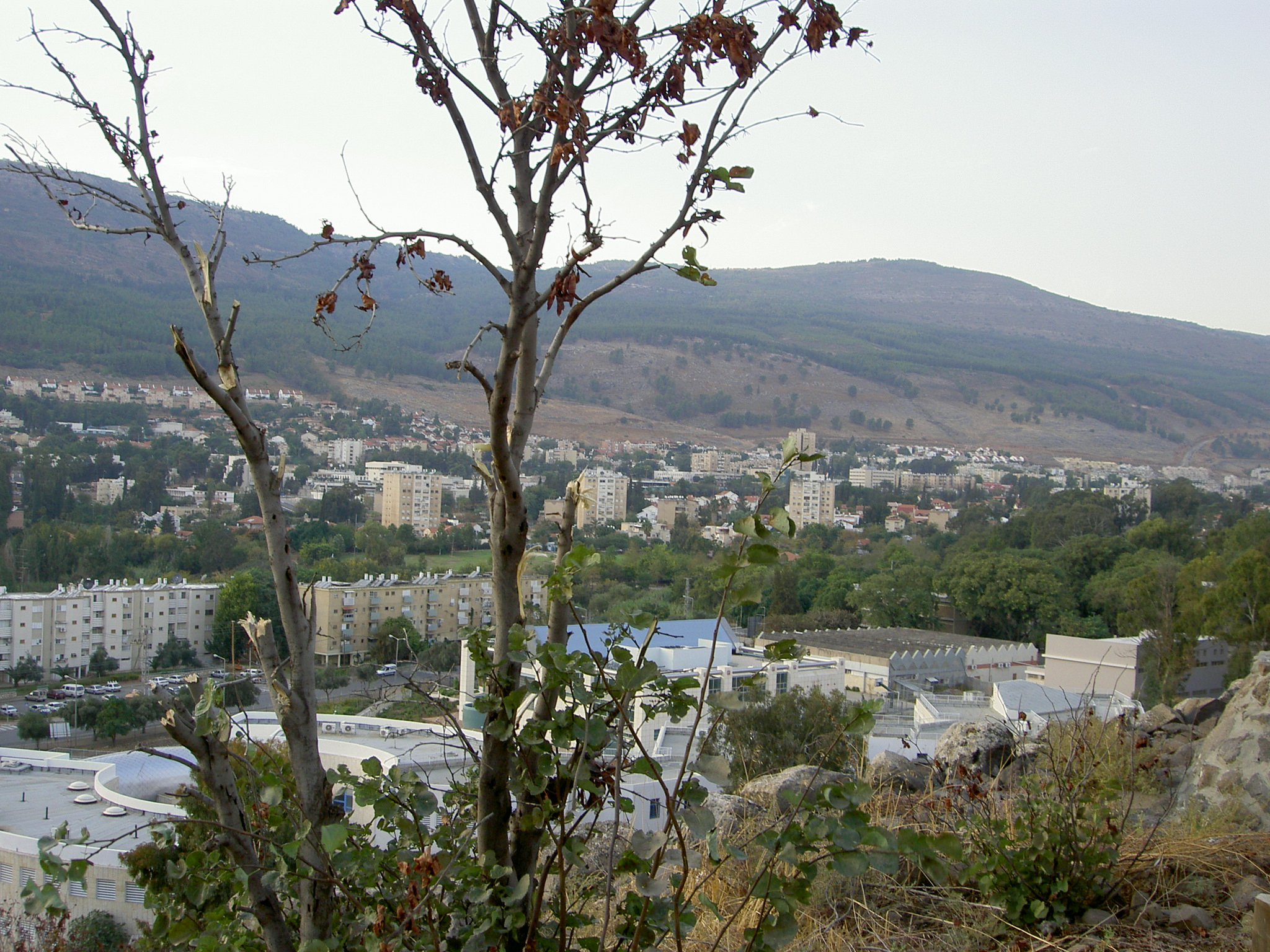
Kiryat Shmona dans le nord-est près de la frontière libanaise

Selon ce même auteur, si l'État n'avait pas conduit de façon dirigiste les immigrants orientaux vers les villes de développement, ils seraient allés vers les grandes villes, ce qui aurait compromis l'édification d'un rempart stratégique aux frontières de l'État, mais aurait favorisé une plus grande interaction entre juifs orientaux et  juifs ashkénazes.
Le gouvernement a essayé de tirer des leçons de toutes ces erreurs lors de la création des deux dernières villes, Karmiel dans le Nord, et Arad dans le Sud, en 1964, en y mêlant des vétérans israéliens, européens et nord-américains, et des juifs nord-africains dans l'idée d'accomplir réellement une fusion des exilés.
Malheureusement, juste après a eu lieu, lors la guerre de 1967, la conquête de la Cisjordanie et de la bande de Gaza. Toute l'attention de l'Etat s'est portée alors sur les colonies des territoires occupés, qui ont reçu des financements publics généreux. Cela a aggravé « le sentiment des juifs orientaux d'être à jamais les laissés pour compte de la société israélienne », et conduit à la « radicalisation ethnique de la société israélienne ».
|                                  | Origine ethnique : Asie-Afrique | Origine ethnique : Europe-Amérique |
| En Israël                        | 51.8                            | 48.2                               |
| A Tel-Aviv                       | 44.2                            | 55.8                               |
| A Haïfa                          | 33.8                            | 66.2                               |
| Dans les villes de développement | 74.8                            | 25.3                               |

## L'arrivée des juifs russes dans les années 1990

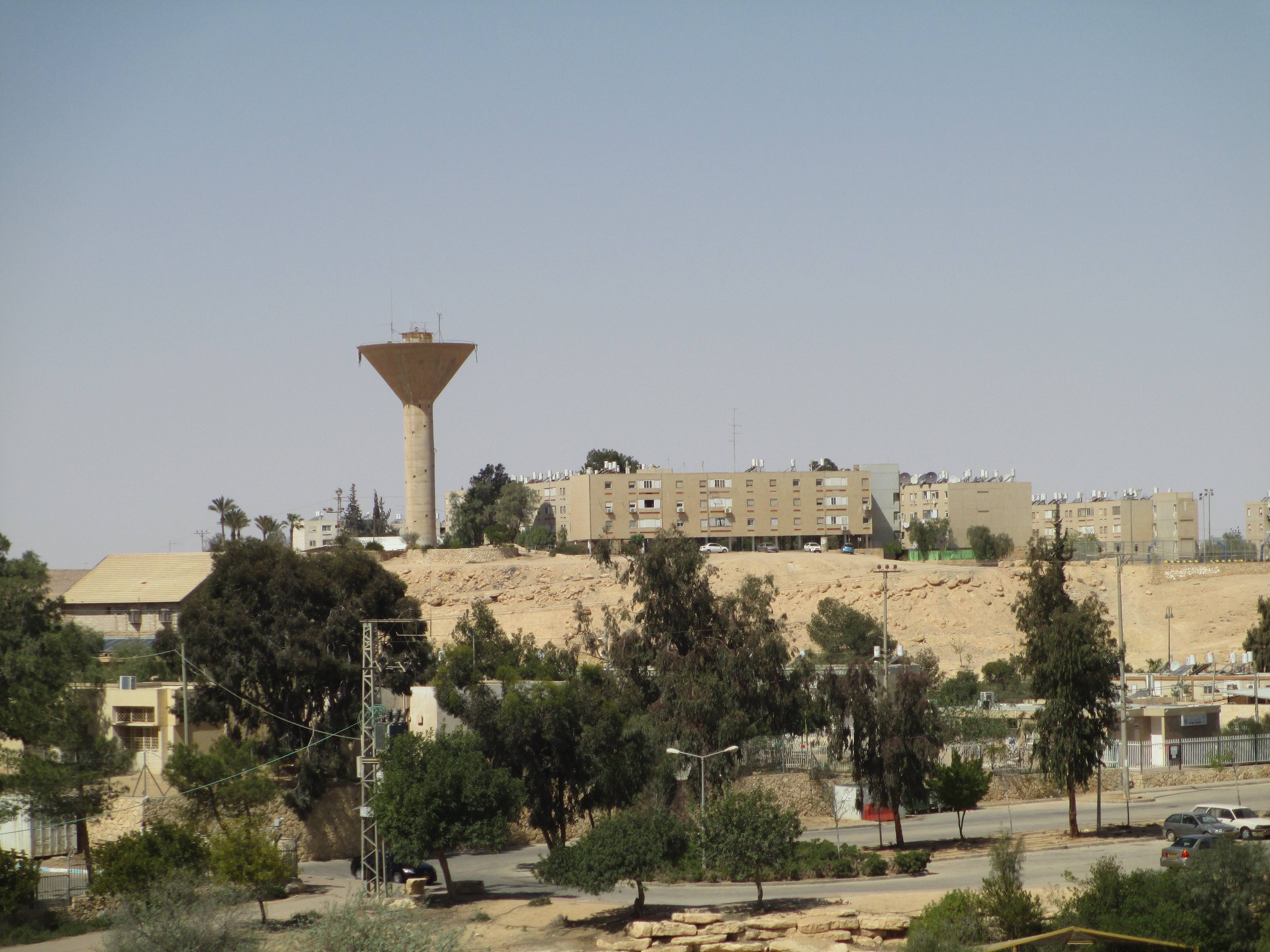
Mitzpe Ramon, désert du Néguev

La libéralisation de l'immigration en ex-URSS a produit une nouvelle vague migratoire dans les années 1990 ; Israël accueille 900 000 Russes, dont 130 000 habitent en 1998 dans les villes de développement.
Le gouvernement a autorisé les nouveaux immigrants à choisir le lieu où ils allaient s'installer , abandonnant le dirigisme des années 1950. Toutefois, il a adopté une politique d'aide financière et d'incitation qui a attiré nombre de Russes dans les villes de développement. « la décision a été prise de construire, en nombre, de nouveaux logements dans les villes du Neguev, à Beer Sheva, mais aussi à Ashdod, Ashqelon et Arad », plutôt que de laisser agir les forces du marché. Les juifs russes les ont occupés, poussés par la pénurie de logements dans le centre et la flambée des prix à la location. Ils ont été incités à s'orienter vers le désert du Néguev du fait que l'accès à la propriété y est soutenu par l'État.
« En 1992, le plan national prévoit le renforcement de quatre aires métropolitaines : Tel Aviv, Jérusalem, Haïfa et Beer Sheva. La loi du marché s’applique dans ces centres urbains alors que les nouveaux logements dans les villes périphériques sont financés par le secteur public».
En 2003, la population de ces villes était composée de Russes dans une proportion allant de 25 % à 40 %
Une compétition s'est instaurée dans les villes de développement entre les juifs orientaux et les juifs russes, sur le plan économique, culturel et politique. Les juifs orientaux soulignent le fait que les aides allouées aux Russes sont supérieures à celles qu'ils ont eux-mêmes reçues dans les années 1950, et à celles qui reçoivent maintenant qu'ils ont le statut de « vétérans » : d'une part, les Russes se voient accorder plus de facilités dans les domaines du logement et de la recherche d'emploi ; d'autre part, la culture russe est considérée avec plus d'indulgence que la culture orientale (ou séfarade) . Enfin, les élections municipales dans ces villes accentuent dans les années 1990 le mouvement national de percée des partis ethniques, ou de partis à ancrage local, ou encore de partis indépendants, au détriment des grands partis.

## Les années 1950: récits et témoignages

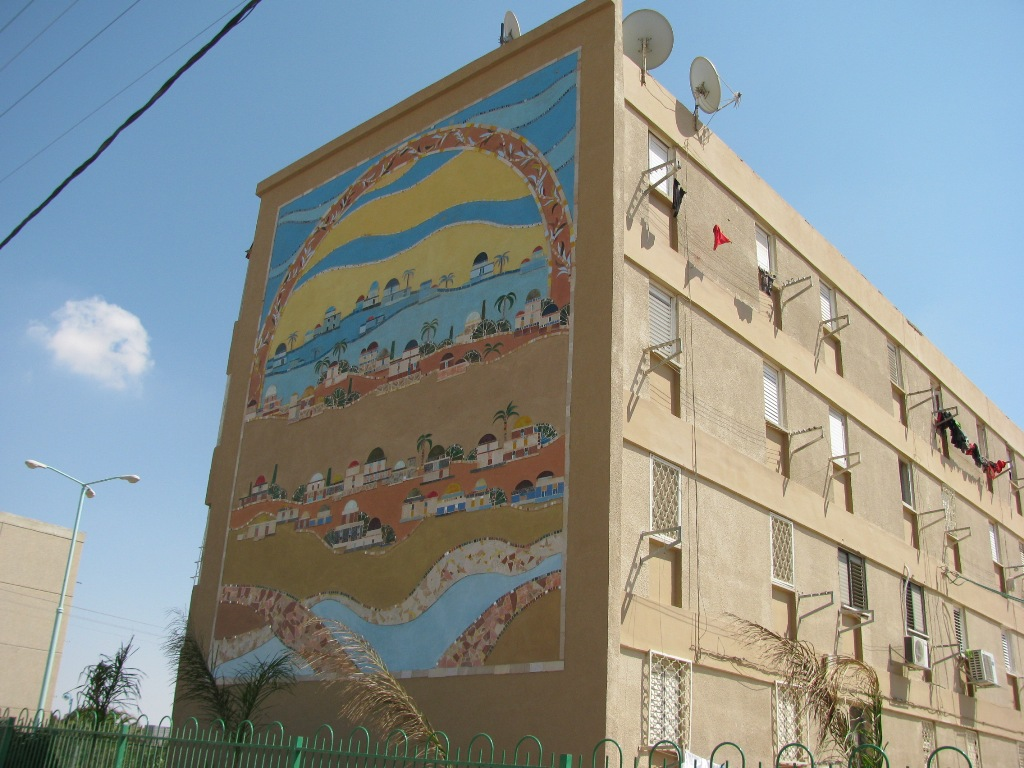
Dimona renewal

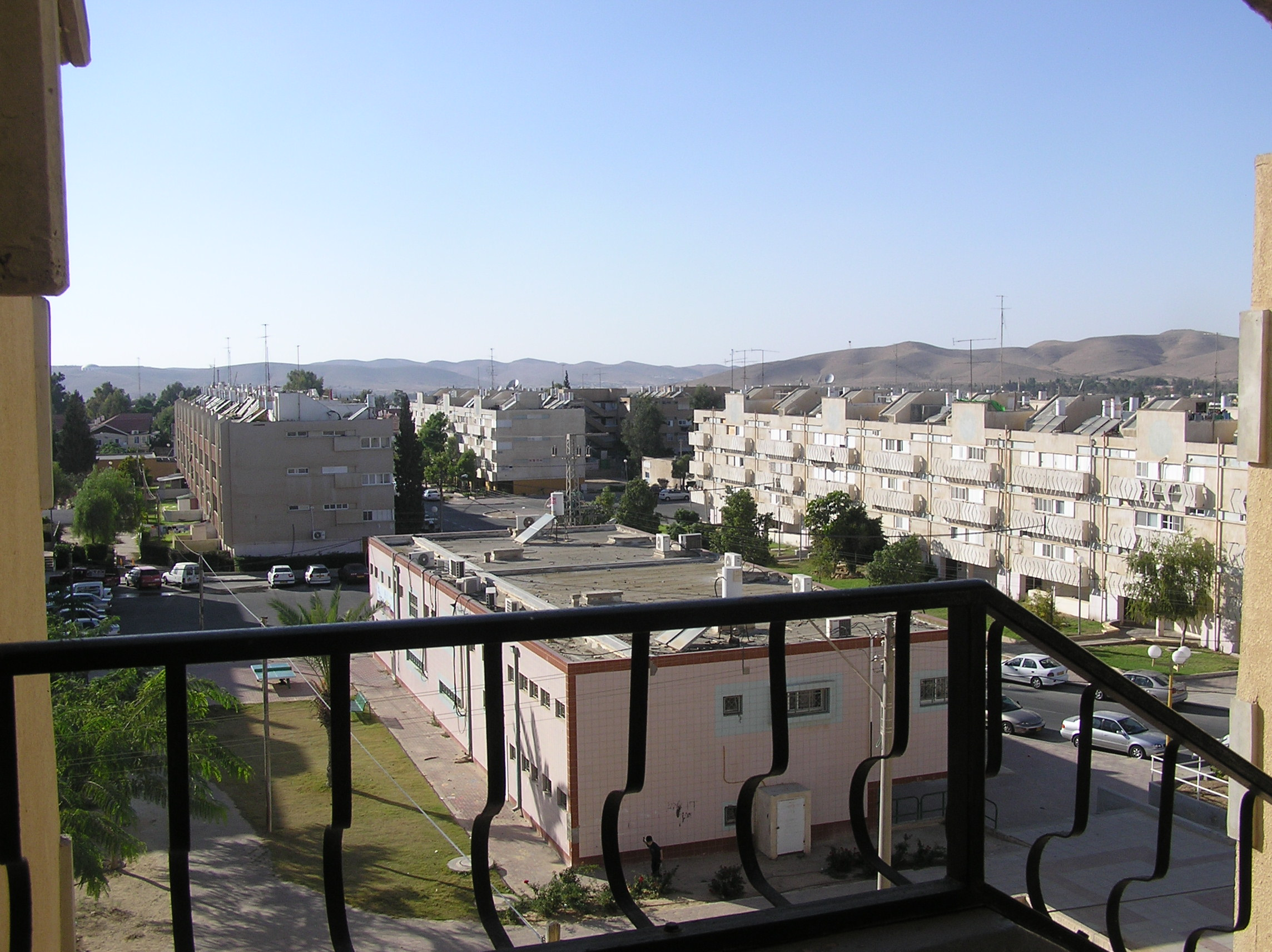
Dimona

Le conservateur du musée de Dimona (Léon) se souvient :  
« Dimona (dans le désert du Néguev) est née le 19 septembre 1955 alors qu'un groupe de trente-six familles, venu d'Afrique du Nord, est venu à Haïfa à qui on a dit : « Vous allez dans une charmante ville qui s'appelle Dimona » . « Ensuite  on a mis ces familles dans des autobus bâchés qui ont roulé, roulé, roulé, mais Dimona n'arrivait pas. Enfin ces immigrants sont arrivés dans un endroit qui devait s'appeler Dimona... mais il n'y avait rien que quarante baraques de bois et de tôle, et comme comité d'accueil une épouvantable tempête de sable. On n'y voyait pas à deux mètres ».
L'infirmier de Dimona (Clément) qui a accueilli les immigrants fait le récit suivant : « On a vu arriver un camion, puis deux camions découverts, et les gens presque brûlés par le soleil. On aurait dit des camions à bestiaux ». « Ils ont commencé à crier, à pleurer, à insulter la Sohnout : « On ne veut pas ! Ramenez-nous chez nous, rendez-nous chez nous ! On ne veut pas ! ». Et pour moi, c'était un peu dur  ».
Une immigrante raconte : « Les gens qui venaient en Israël demandaient : « Où nous amenez-vous ? » On leur répondait : « A Dimona, où habite Ben Gourion ». Alors les gens étaient rassurés. Si on habite à côté de Ben Gourion, ça doit être un endroit très bien  ».

## Liste des villes[3]
| Centre - Bet Shemesh - Ramla - Lod - Yavne | Nord - Beit She'an - Karmiel - Hatzor-Haglilit - Kiryat Shmona - Migdal HaEmek - Nazareth Illit - Shlomi (en) - Yokneam Illit - Afoula - Acre - Ma'alot - Safed - Tibériade - Or Aqiva | Sud - Arad (Israël) - Dimona - Kiryat Gat - Kiryat-Malakhi - Mitzpe Ramon - Netivot - Ashkelon - Eilat - Ashdod |

## Galerie

Mitzpe Ramon, dans le désert du Néguev, en 1957.
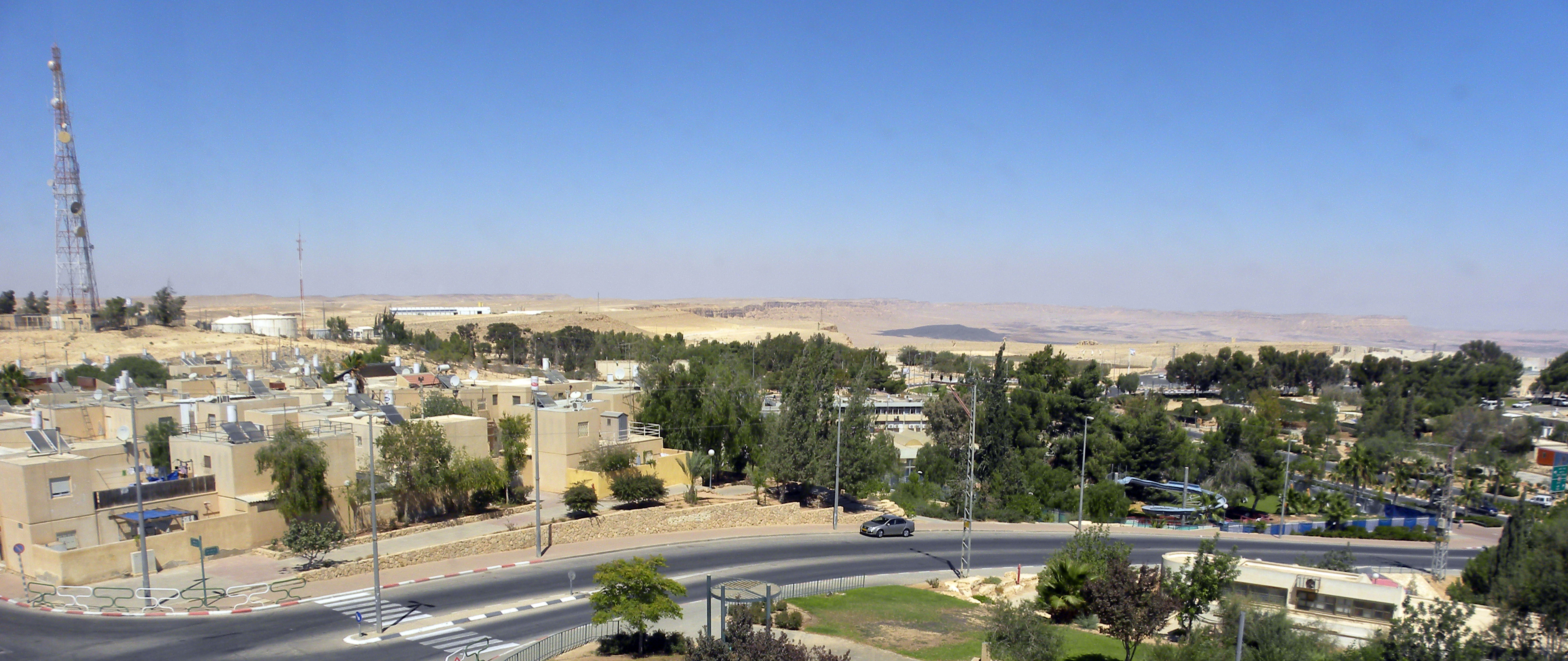
Mitzpe Ramon aujourd'hui
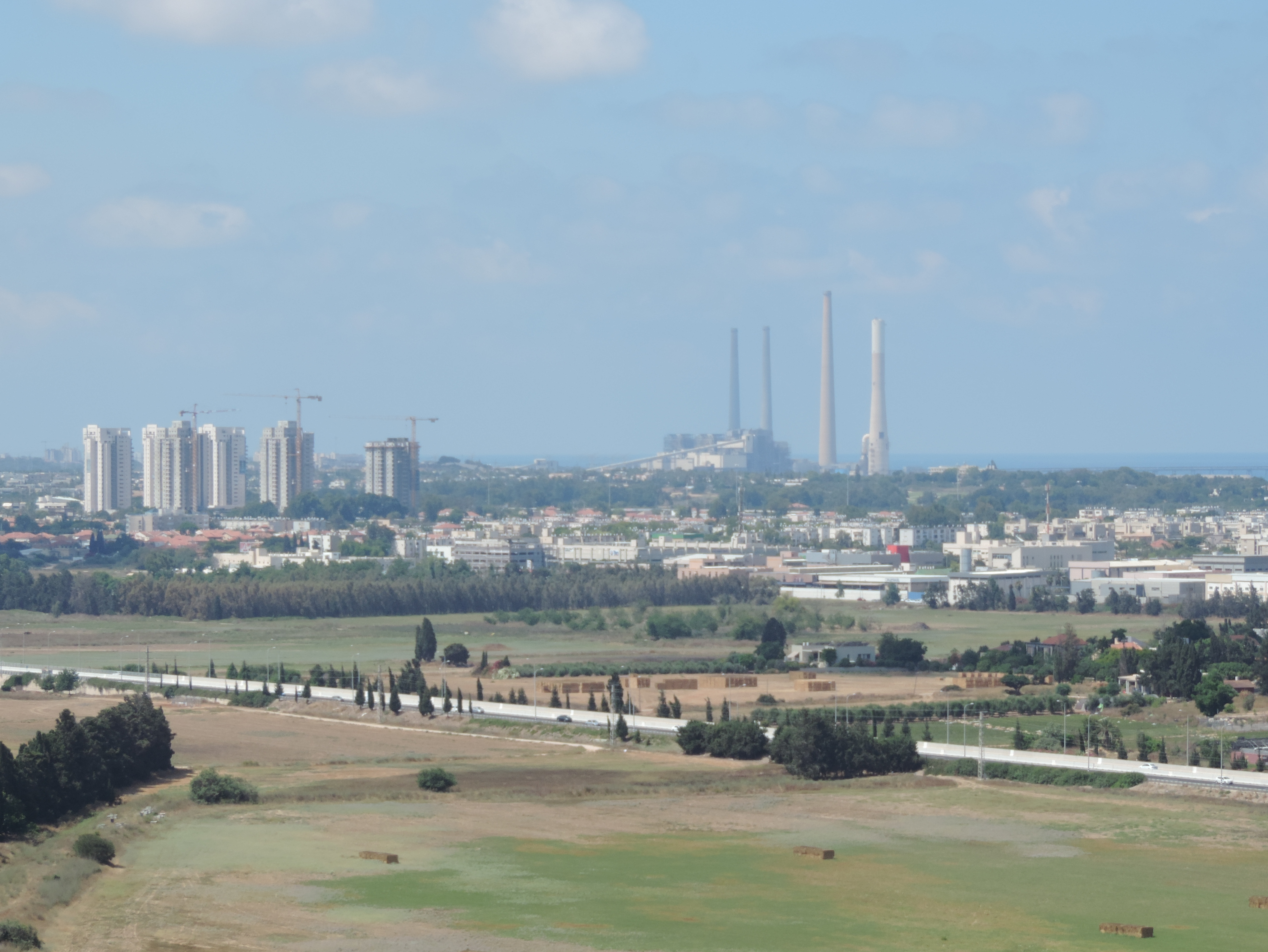
Or Akiva et la centrale thermique d'Orot Rabin (2017)
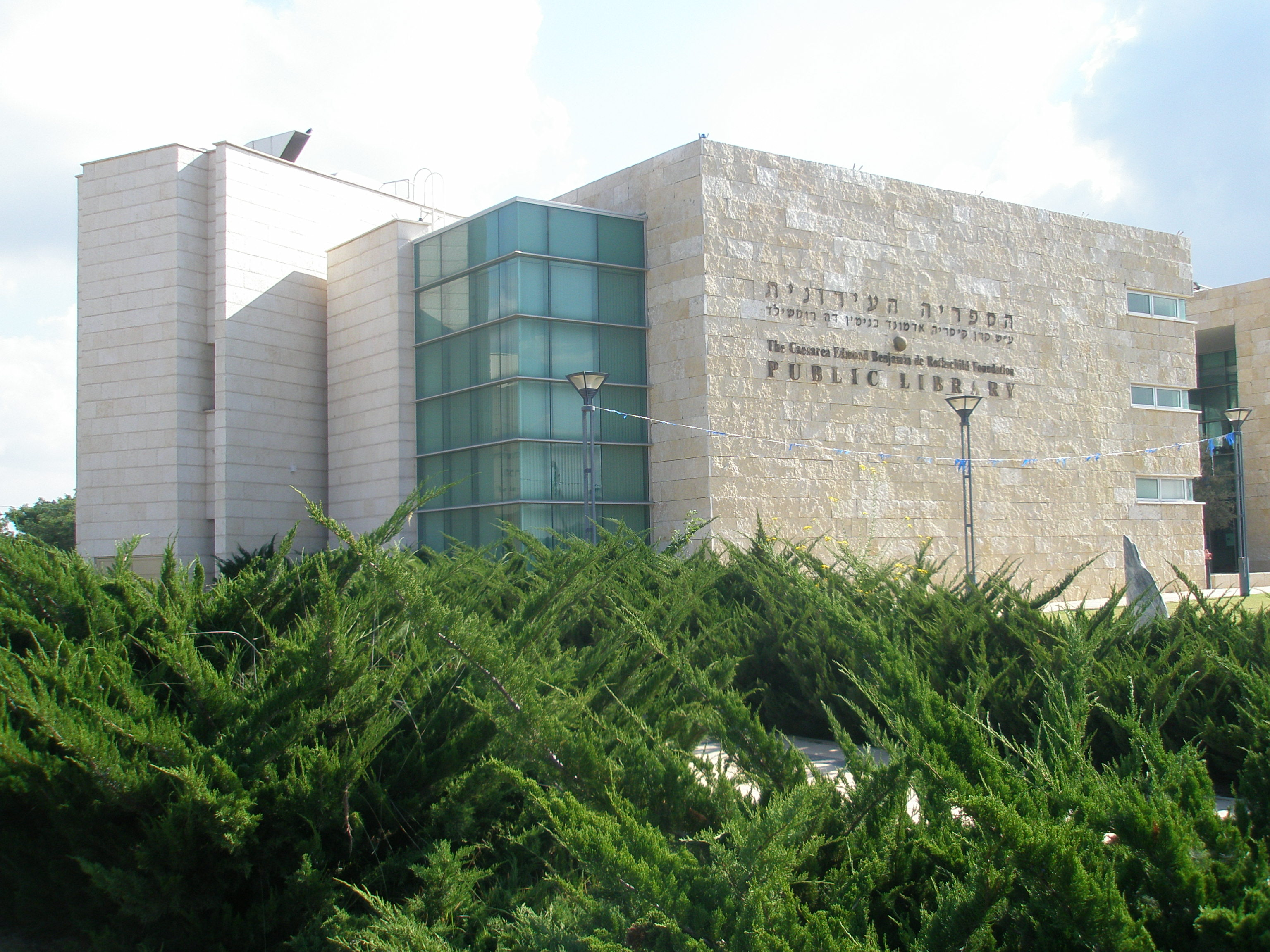
La bibliothèque publique d'Or Aqiva
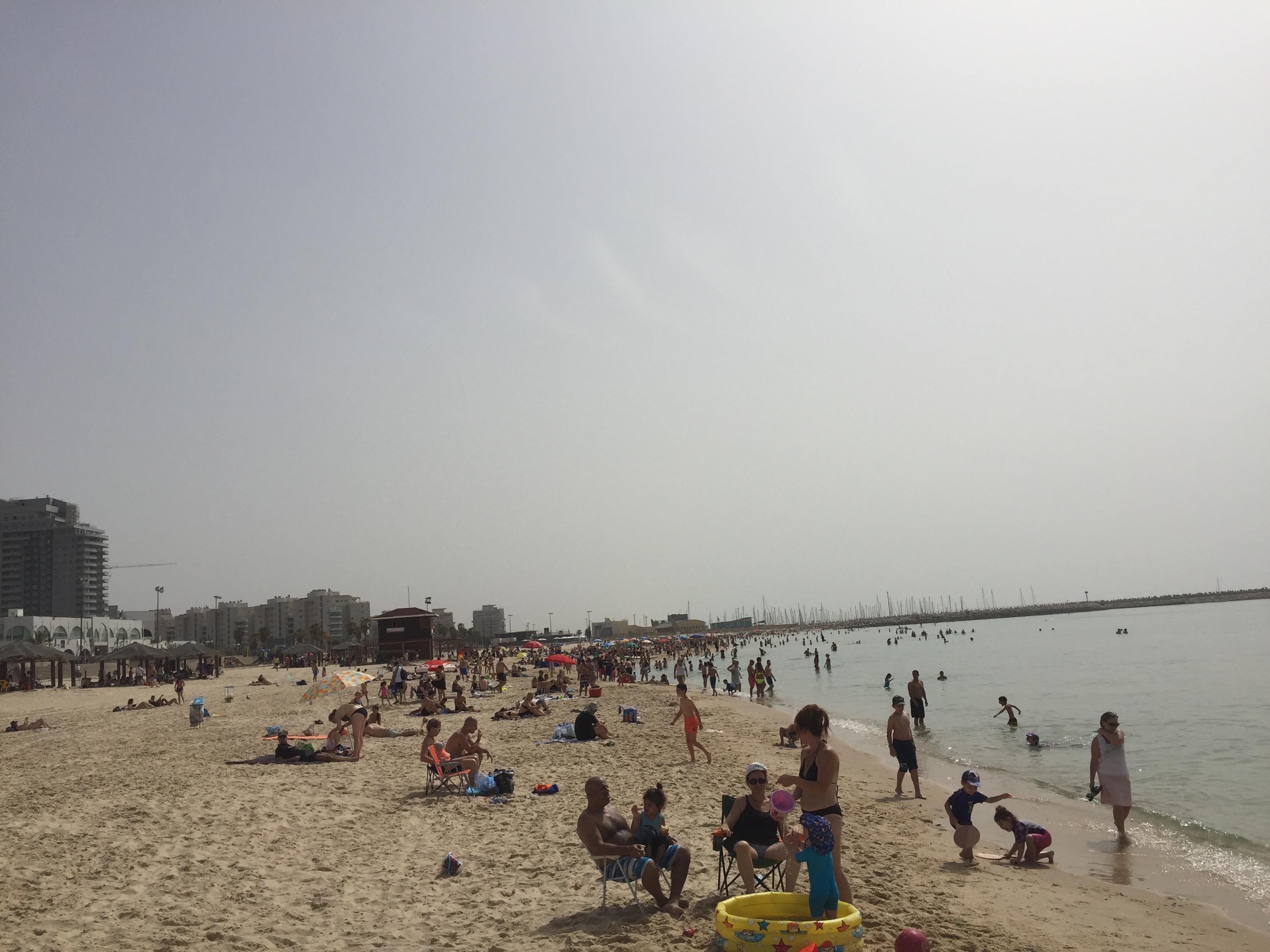
Plage à Ashdod
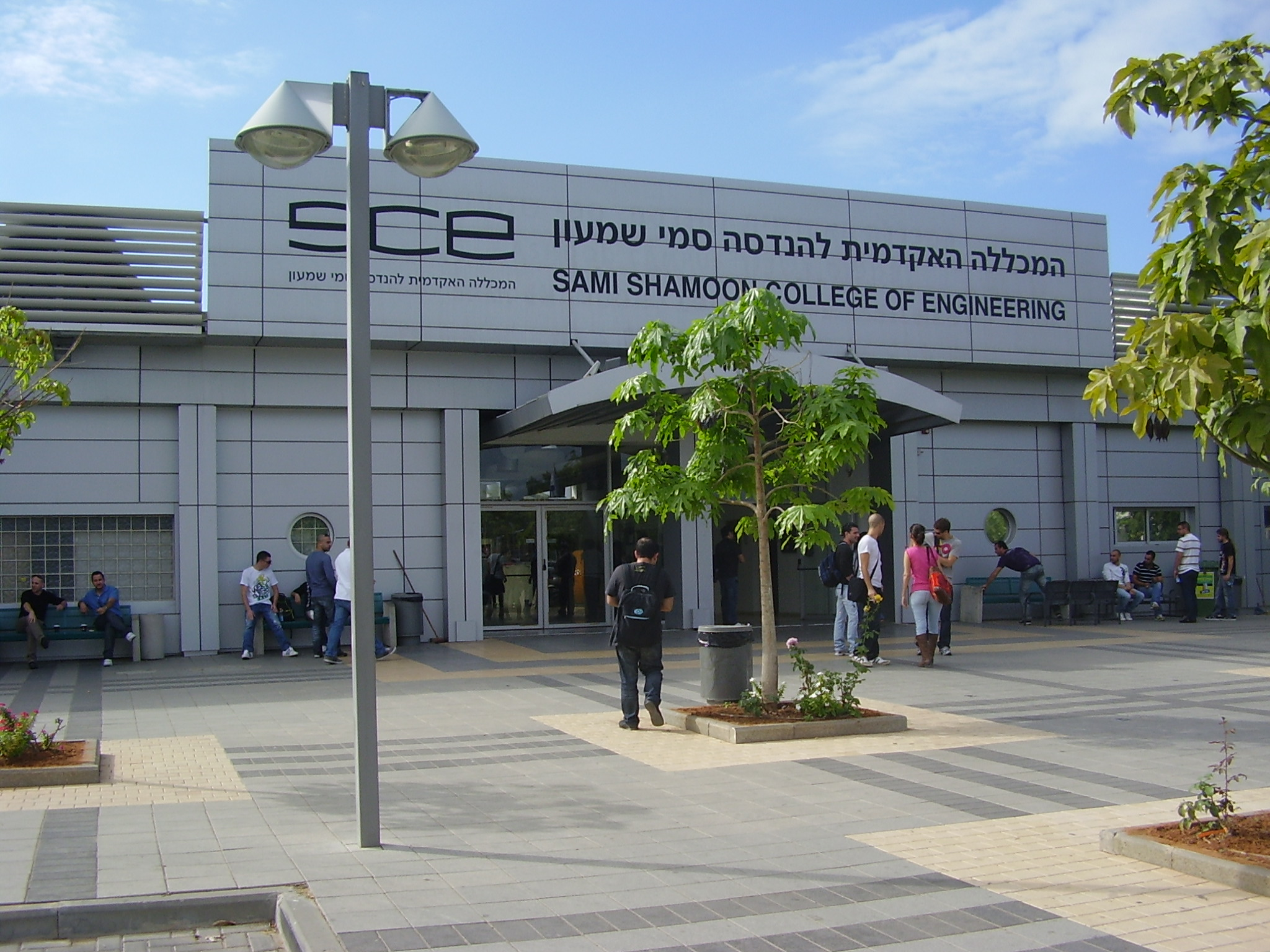
Ashdod Colledge of Engineering
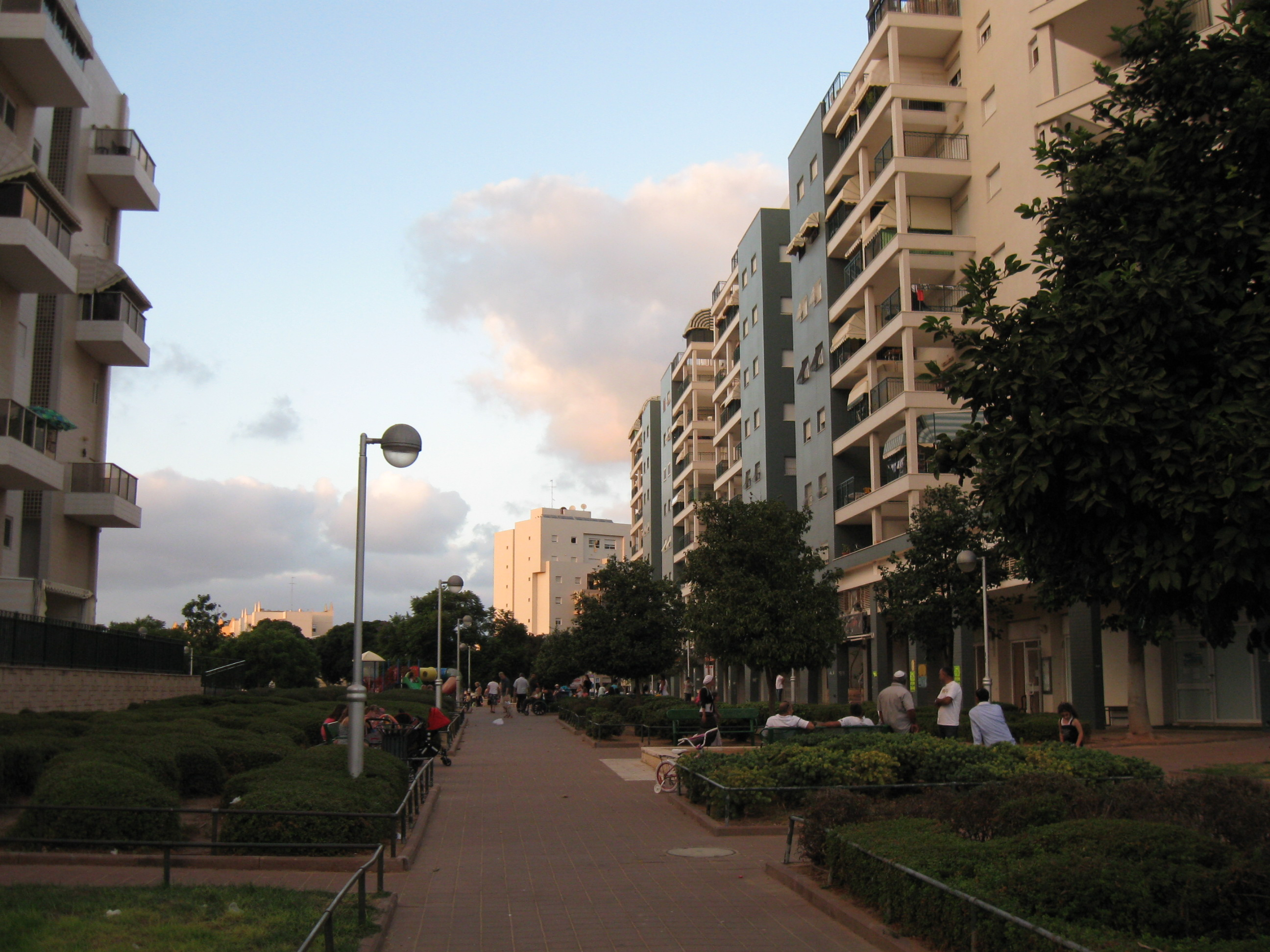
Ashkelon